# Zbrodnia w Zawadówce
Zbrodnia w Zawadówce – zbrodnia popełniona 22 grudnia 1944 roku przez oddział Ukraińskiej Powstańczej Armii (UPA) na Polakach we wsi Zawadówka położonej w dawnym powiecie podhajeckim byłego województwa tarnopolskiego, na terenach zajętych przez Armię Czerwoną. W konsekwencji zginęło 47 Polaków.
Atak UPA na wieś był częścią większej akcji – w tym samym czasie zaatakowano także pobliskie wsie Toustobaby i Korżowa, gdzie zginęło odpowiednio 82 i 15 Polaków. UPA zajęła Zawadówkę późnym wieczorem zaskakując i rozbrajając „grupę wsparcia” istriebitielnego batalionu. Sześciu z osiemnastu jeńców zabito oraz spalono most. Ponadto oddział UPA ograbił i spalił część zabudowań wsi oraz zamordował dalszych 41 jej mieszkańców, w tym co najmniej 15 kobiet i dwoje dzieci.